# NGC 225

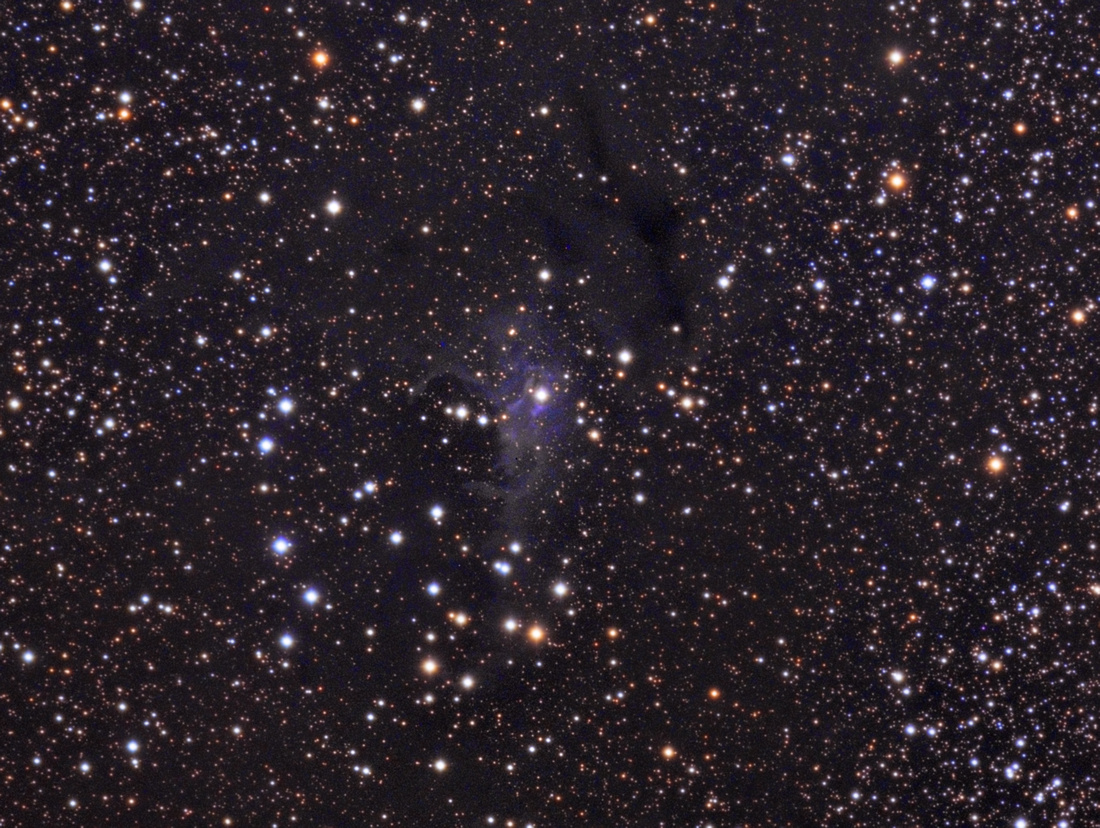
NGC 225 dans Cassiopée en compagnie des nébuleuses VdB4 et de LDN1302 (Hunter Wilson).

NGC 225, également connu sous le nom de l'amas du Voilier (de l'anglais The Sailboat Cluster), est un amas ouvert située à environ 2 000 années-lumière de la Terre dans la constellation de Cassiopée. Il a été découvert par Caroline Herschel en 1783.
NGC 225 est à environ 657 pc (∼2 140 al) du système solaire et les dernières estimations donnent un âge de 130 millions d'années. La taille apparente de l'amas est de 15,0 minutes d'arc, ce qui, compte tenu de la distance, donne une taille réelle maximale d'environ 9,0 années-lumière. 
Selon la classification des amas ouverts de Robert Trumpler, NGC 225 renferme moins de 50 étoiles (lettre p) dont la concentration est moyennement faible (III) et dont les magnitudes se répartissent sur un petit intervalle (le chiffre 1).